# Jättevedbockar
Jättevedbockar (Prioninae) är skalbaggar i en underfamilj av långhorningar (Cerambycidae). De blir relativt stora (25–70 mm) och är vanligtvis bruna eller svarta. Hanarna hos några släkten bär stora mundelar – så kallade mandibler, liknande dem hos ekoxbaggar – som används i strider med andra hanar. Jättevedbockar är vanligen nattaktiva och lockas till ljus. Majoriteten av de kända arterna är vedborrar, vars larver lever på ruttnande trä eller rötter.